# Petite Symphonie concertante (Frank Martin)
La Petite Symphonie concertante pour harpe, clavecin, piano et deux orchestres à cordes op. 54 est une œuvre pour solistes et orchestre du compositeur suisse Frank Martin. Composée en 1944 et 1945, c'est l'un des rares exemples post-ère-classique de symphonie concertante. Elle inclut plusieurs solistes, telles que dans les compositions de la période classique des Mozart et Haydn : ici, piano, clavecin et harpe.

## Histoire
Martin reçoit la commande de la symphonie de Paul Sacher, en 1944, mais la composition est retardée par l'achèvement de l'oratorio In Terra Pax, pour célébrer la fin de la guerre.

« Cette pièce fut écrite à la demande de Paul Sacher. Il n'en avait fixé à l'avance ni la forme ni l'exacte instrumentation ; son idée était de voir une œuvre moderne utiliser, outre l'ensemble des instruments à archet, les instruments à cordes pincés qui servaient autrefois à réaliser le continuo. […] Je décidai de traiter en solistes les deux instruments à clavier et la harpe. C'est […] en considérant la musique que j'avais écrite que je m'aperçus de la nécessité de séparer en deux groupes d'égale importance l'ensemble des instruments à archet. J'avais écrit pour double orchestre à cordes presque sans m'en douter. »

— Frank Martin.

« Jamais de ma vie je n'avais entendu un clavecin, un piano et une harpe jouant ensemble et le mélange et l'opposition de leurs diverses sonorités, jointes à celle de l'orchestre à cordes, furent pour moi un exercice passionnant de représentation intérieure. »

— Frank Martin.
La Petite Symphonie Concertante est terminée l'année suivante et créée à Zurich le 27 mai 1946 par le Collegium musicum, sous la direction du commanditaire et dédicataire, Paul Sacher. Depuis, c'est de loin, l'œuvre la plus connue de Martin et la plus jouée en concert.
La partition est éditée par Universal Edition, à Vienne.

## Analyse
L'œuvre est originale par la composition des instruments solistes : harpe, clavecin, piano. Les cordes sont divisées en deux ensembles égaux qui se répondent. Martin utilise, comme dans d'autres œuvres de maturité, la technique dodécaphonique, mais d'une manière tout à fait différente de celle des compositeurs de la Seconde école de Vienne. Une série de douze notes est présente à l'ouverture du premier mouvement, mais Martin la traite comme il le ferait pour tout autre matériau thématique : la série apparaît ensuite transposée de différentes manières (les douze notes, même si des citations fragmentaires sont présentes) ; en revanche, l'inversion n'est jamais utilisée.

## Structure
Organisés en deux sections, les quatre mouvements sont enchaînés. Ces deux parties sont de grands allegro, chacun introduit par un adagio, dont le second est le plus « sublime ». 
- I. Adagio – Allegro con moto
- II. Adagio – Allegro alla marcia (vivace)

La durée d'exécution est d'environ 20 min.

## Autres versions
Frank Martin, réorchestre l'œuvre pour grand orchestre en 1946, sans les solistes.
Après la première, Martin estime que la version de chambre avec solistes risque d'être peu jouée en raison des contraintes. En fait, c'est cette version orchestrale qui reste peu jouée… :

« J’étais convaincu que cette œuvre sonore, en raison de son caractère expérimental et de sa combinaison inhabituelle d’instruments, serait restreinte dans son exécution et ne serait jouée sous cette forme qu’à sa création par le Collegium Musicum de Zurich. Je craignais qu’elle ne reste une curiosité instrumentale. J'ai donc écrit une deuxième version pour un grand orchestre, sans instruments solistes. J’ai pensé que cette tâche, en plus d’avoir l’intérêt de résoudre un problème instrumental compliqué, permettrait également de diffuser plus largement l’œuvre. »

— Frank Martin, 1950.
En 2015, Tomer Lev en a effectué un arrangement pour trois pianos et orchestre, enregistré pour Naxos par Dmitri Jablonsky et le Royal philharmonic.

## Ballet
Le chorégraphe Hans van Manen, en a réalisé une mise en scène pour le ballet national des Pays-Bas, Amsterdam (2024).

## Discographie
- Ferenc Fricsay, Orchestre symphonique du RIAS ; Irmgard Helmis, harpe ; Gerty Herzog, piano; Silvia Kind, clavecin (1950, 9 CD DG 474 383-2) (OCLC 8636303)
- Ernest Ansermet, Orchestre de la Suisse romande ; Doris Rossiaud, piano ; Pierre Jamet, harpe ; Germaine Vaucher-Clerc, clavecin (mars 1951, Decca Records) (OCLC 981483595)
- Ernest Ansermet, Orchestre de la Suisse romande ; Doris Rossiaud, piano ; Simone Sporck, harpe ; Germaine Vaucher-Clerc, clavecin  (concert radio, 24 octobre 1951, Cascavelle VEL 2001) (OCLC 605943922)
- Victor Desarzens, Orchestre de Chambre de Lausanne ; Edith Cariven, harpe ; Isabelle Nef, clavecin ; Maggy Gayrhos-Defrancesco, piano (c.1950, LP L'Oiseau-Lyre) (OCLC 16416087)
- Leopold Stokowski (1957, EMI) (OCLC 899888521 et 896872870)
- Frank Martin, Orchestre de la Suisse romande ; Eva Hunziker, harpe ; Germaine Vaucher-Clerc, clavecin ; Doris Rossiaud, piano (3 septembre 1970, Jecklin-Disco JD 645-2)[5] (OCLC 224143346)
- Paul Tortelier, London Chamber Orchestra ; Leslie Pearson, clavecin ; John Marson, harpe ; Michael Reeves, piano (janvier 1971, Unicorn) (OCLC 27373967)
- Neville Marriner, Academy of St Martin in the Fields ; Osian Ellis, harpe ; Philip Ledger, piano ; Simon Preston, clavecin (1978, EMI / Brilliant Classics) (OCLC 815767015)
- František Vajnar (cs), Orchestre philharmonique tchèque ; Zuzana Růžičková, clavecin ; Bohuslav Zahradník, piano  (1983, Supraphon) (OCLC 773830487)
- Günter Wand, Orchestre de la NDR ; Ludmilla Muster, harpe ; Wilhelm Neuhaus, clavecin; Jürgen Lamke, piano (26 novembre 1984, RCA) (OCLC 25266316)
- Paul Sacher, Collegium Musicum ; Ursula Holliger, harpe ; Zuzana Růžičková, clavecin ; Gérard Wyss, piano (novembre 1985, Costalla/Erato) (OCLC 740925367 et 876893957) dans Paul Sacher dirige les œuvres commandées par lui-même.
- Armin Jordan, Orchestre de la Suisse romande ; Eva Guibentif, harpe ; Christiane Jaccottet, clavecin ; Ursula Ruttimann, piano (janvier 1991, Erato 2292-45694-2 / Apex 0927 48687 2)[6] (OCLC 28213600)
- Edmond de Stoutz, Zürcher Kammerorchester ; Chantal Mathieu, harpe ; Verena Graf, clavecin ; Carl Rütti, piano (1992, VDE-Gallo) (OCLC 638547106)
- Armin Jordan, Orchestre de chambre de Lausanne ; Xavier de Maistre, harpe ; Jory Vinikour, clavecin ; Dénes Várjon, piano (6 septembre 2002, Cascavelle/RSR 6172) (OCLC 611307928)

Version pour grand orchestre
- Matthias Bamert, Orchestre philharmonique de Londres (septembre 1993, Chandos Records CHAN 9312) (OCLC 605413864)

Arrangement Tomer Lev, avec trois pianos
- Dmitry Yablonsky, Royal philharmonic orchestra ; MultiPiano Ensemble : Tomer Lev, Berenika Glixman, Daniel Borovitzky, pianos (avril 2017, Naxos) (OCLC 1379495084)